# أسطورة شعبية: ماري الدموية (فلم)
أسطورة شعبية: ماري الدموية (بالإنجليزية: Urban Legends: Bloody Mary) هو فيلم رعب تم إنتاجه في الولايات المتحدة و صدر سنة 2005 بطولة كايت مارا وأوليسيا رولين, وهو الجزء الثالث من سلسلة أفلام «أسطورة شعبية».

## القصة
في إحدى الحفلات يقوم مجموعة أدقاء بإطلاق تعويذة لا يعرفون أنها سوف تسبب لهم الكثير من المشاكل.

## وصلات خارجية
أسطورة شعبية: ماري الدموية (فيلم) على موقع IMDb (الإنجليزية)
- أسطورة شعبية: ماري الدموية (فيلم) على موقع روتن توميتوز (الإنجليزية)
- أسطورة شعبية: ماري الدموية (فيلم) على موقع نتفليكس (الإنجليزية)
- أسطورة شعبية: ماري الدموية (فيلم) على موقع ألو سيني (الفرنسية)
- أسطورة شعبية: ماري الدموية (فيلم) على موقع Turner Classic Movies (الإنجليزية)
- أسطورة شعبية: ماري الدموية (فيلم) على موقع أول موفي (الإنجليزية)
- أسطورة شعبية: ماري الدموية (فيلم) على موقع فيلمافينيتي (الإسبانية)
- أسطورة شعبية: ماري الدموية (فيلم) على موقع قاعدة بيانات الفيلم (الإنجليزية)
- أسطورة شعبية: ماري الدموية (فيلم) على موقع ليتربوكسد (الإنجليزية)
- أسطورة شعبية: ماري الدموية (فيلم) على موقع كينوبويسك (الروسية)